# Натухаєвська
Натуха́євська — станиця, підпорядкована адміністрації міста Новоросійськ Краснодарського краю. Центр Натухаєвського сільського округу.
Населення — 6,3 тис. мешканців (2002).
Станиця лежить у басейні річки Маскага, у передгірній зоні, за 25 км північно-західніше центру Новоросійська, за 20 км на схід від Анапи. З півночі та сходу оточена широколистими лісами, виноградарство.

## Історія
Станиця заснована 1862 р. Назву отримала по адигам-натухайцям, які жили тут до Кавказької війни.